# Taxillus wiensii
Taxillus wiensii är en tvåhjärtbladig växtart som beskrevs av R.M. Polhill. Taxillus wiensii ingår i släktet Taxillus och familjen Loranthaceae. Inga underarter finns listade i Catalogue of Life.